# نظم الدرر في تناسب الآيات والسور
نظم الدرر في تناسب الآيات والسور هو كتاب من كتب تفسير القران الكريم، ألفه الإمام برهان الدين البقاعي (809 هـ - 885 هـ)، يعد الكتاب من الكتب الجليلة، وضع فيه مصنفه علما لم يسبقه إليه أحد، ذكر فيه مناسبات ترتيب السور والآيات، أطال فيه التدبر وأنعم فيه التفكر لآيات الكتاب، وقد شمل في كتابه على أحد جوانب الإعجاز اللغوي في القرآن الكريم، وبين الربط بين جميع أجزاء القرآن، ووجه النظم مفصلا بين كل آية وآية في كل سورة من القرآن الكريم.

## أسلوب التفسير
امتاز الكتاب في التناسب المعنوي بين السور القرآنية من جهة، وبين الآيات داخل السورة الواحدة من جهة أخرى، مع اهتمامه بمسائل علم المعاني وعنايته بإدراك الوجوه البلاغية، حتى إن كتاب نظم الدرر يعتبر دراسة تطبيقية لعلم المعاني، في القرآن الكريم، يقول الشوكاني: وكثيراً ما يشكل عليَّ شيء في الكتاب العزيز، فأرجع إلى مطولات التفاسير، ومختصـراتها، فلا أجد ما يشفي، وأرجع إلى هذا الكتاب فأجد ما يفيد في الغالب، وقد استفاد منه من جاء بعده، وعوَّلوا عليه في باب المناسبات.

## مآخذ التفسير
ومما يؤخذ على التفسير:
- إبعاده أحياناً في إدراك المعاني إلى أغوار بعيدة، تشتط به عن المعنى الأصلي المراد، ويوصله إلى حدِّ الغموض.
- وقع منه تكلف في بعض المواضع في استخراج المناسبة.
- النقل من التوراة والإنجيل، مما أثار عليه علماء عصره.

## زمن التأليف
بدأ الإمام برهان الدين البقاعي في تأليفه عام 861 هـ، وانتهى من تأليفه عام 875 هـ، أي أنه مضى في تأليف نظم الدرر أربعة عشر سنة ، يبلغ عدد أجزاء الكتاب ثمانية أجزاء، تقع في 5073 صفحة.

## وصلات خارجية
- رابط تحميل كتاب نظم الدرر المكتبة الشاملة
- رابط تحميل كتاب نظم الدرر المكتبة الوقفية